# Château de Châtillon-en-Bazois
Le château de Châtillon-en-Bazois est situé sur la commune de Châtillon-en-Bazois (France).

## Localisation
Le château est situé sur la commune de Châtillon-en-Bazois, située dans le département de la Nièvre en région Bourgogne-Franche-Comté.

## Description
Le château de Châtillon-en-Bazois est construit sur un piton rocheux, il est habité depuis les années 900. Son site est une ancienne place forte, située dans la boucle de la rivière Aron et celle du canal du Nivernais. La tour de défense, le cellier et des pièces souterraines du XIIIe siècle sont encore visibles. Une sortie du château menait à la crypte de l'église d'Alluy, commune proche de Châtillon-en-Bazois.

## Histoire
Les premiers occupants furent les sires de Châtillon-en-Bazois jusqu'en 1370. Les maîtres successifs furent ensuite : en 1371 les Rochefort, en 1477 les Chanpdiou (Chandio), 1499 les Pontailler, 1588 une autre maison de Rochefort, 1664 Aerssens de Somelsvick, les Villefort, 1716 les Béthune-Chabris, 1735 les Pracomtal, 1972 Sribny et Moreau-Sribny.
Le château fait l'objet d'une inscription partielle (éléments protégés : façades et toitures du château, des communs et de la tour circulaire ; escalier à vis et cave voûtée du château ; murs de soutènement et terrasses ; jardin) au titre des monuments historiques par arrêté du 24 octobre 1989.
Les jardins sont labellisés jardin remarquable. Le parc a été dessiné par Paul de Lavenne de Choulot.

## Galerie

Vues du château de Châtillon-en-Bazois
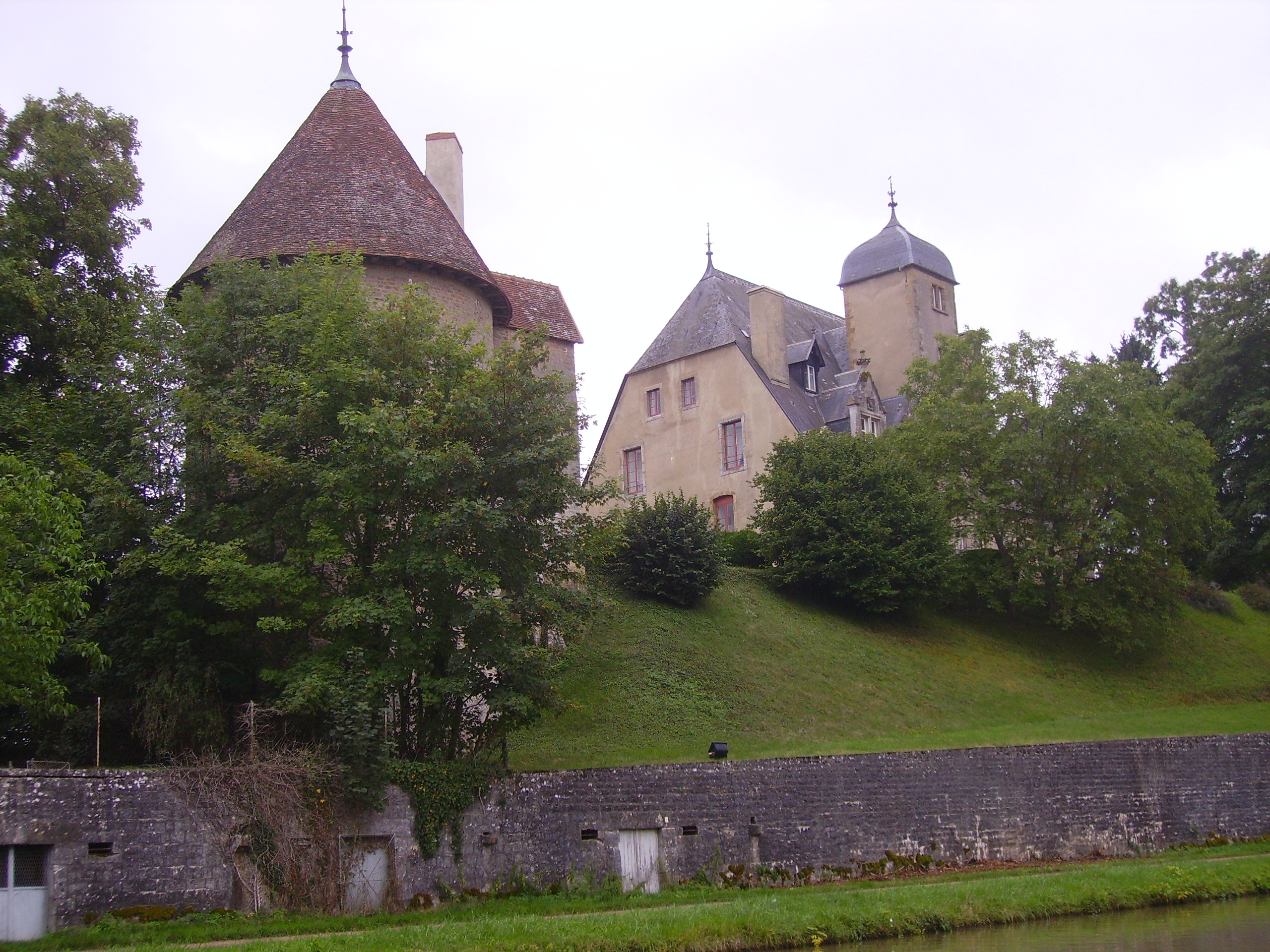
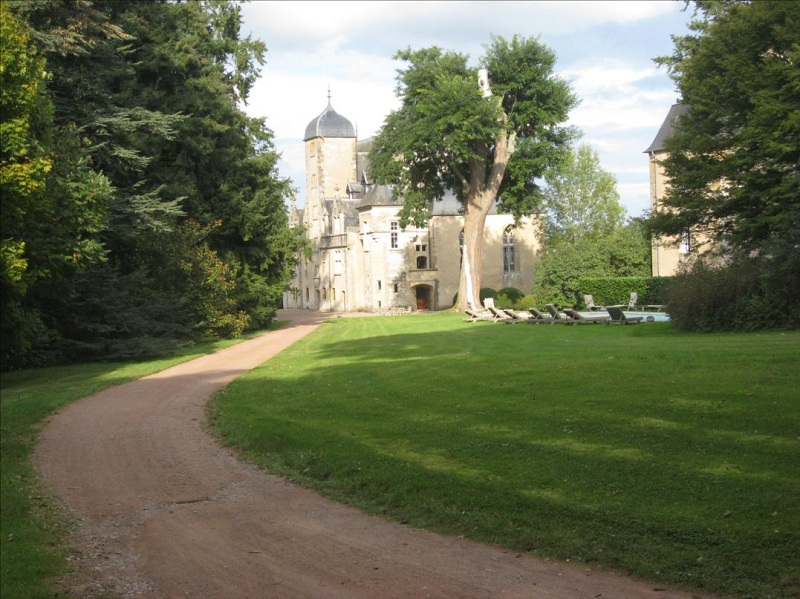
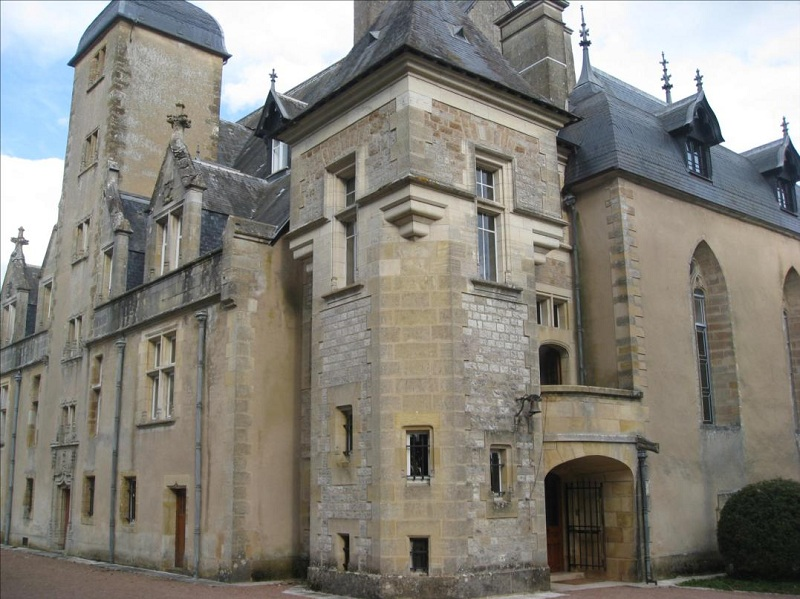
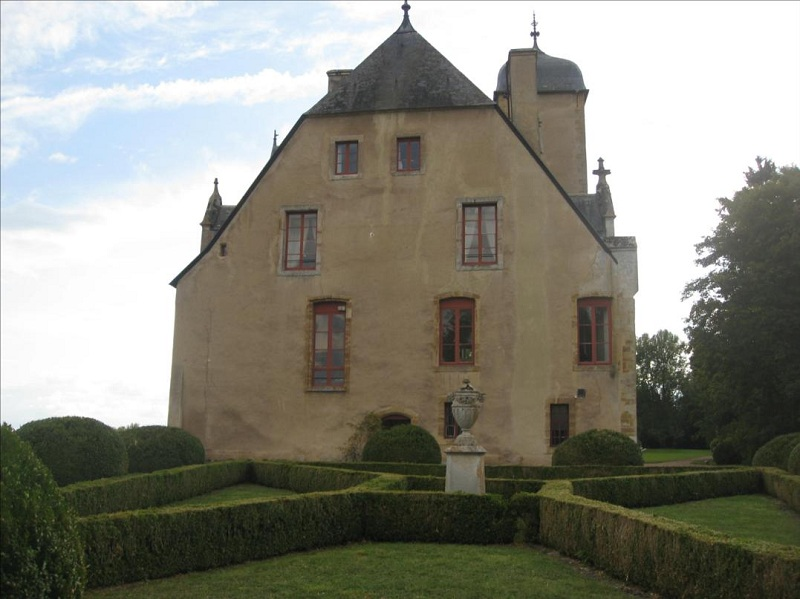